# DEL-Rookie des Jahres
Die Auszeichnung DEL-Rookie des Jahres wird jährlich an den besten Rookie der Deutschen Eishockey Liga verliehen. Die Wahl findet seit der Saison 2000/01 statt und wurde zunächst in Zusammenarbeit mit der Eishockeyfachzeitschrift Eishockey News, seit 2019 mit MagentaSport, durchgeführt.

## Gewinner
Abkürzungen: Nat = Nationalität, Pos = Position, C = Center, LW = Linker Flügelstürmer, RW = Rechter Flügelstürmer, D = Verteidiger, G = Torwart
| Saison  | Spieler             | Nat                | Pos | Team                 |
| ------- | ------------------- | ------------------ | --- | -------------------- |
| 2000/01 | Christoph Schubert  | Deutschland        | D   | München Barons       |
| 2001/02 | Andreas Morczinietz | Deutschland        | LW  | Augsburger Panther   |
| 2002/03 | Neville Rautert     | Kanada-Deutschland | LW  | ERC Ingolstadt       |
| 2003/04 | Felix Petermann     | Deutschland        | D   | Nürnberg Ice Tigers  |
| 2004/05 | Patrick Reimer      | Deutschland        | RW  | Düsseldorfer EG      |
| 2005/06 | Michael Wolf        | Deutschland        | RW  | Iserlohn Roosters    |
| 2006/07 | Thomas Oppenheimer  | Deutschland        | RW  | Frankfurt Lions      |
| 2007/08 | Felix Schütz        | Deutschland        | C   | ERC Ingolstadt       |
| 2008/09 | Dennis Endras       | Deutschland        | G   | Augsburger Panther   |
| 2009/10 | T. J. Mulock        | Kanada-Deutschland | RW  | Eisbären Berlin      |
| 2010/11 | Martin Buchwieser   | Deutschland        | RW  | EHC München          |
| 2011/12 | Felix Brückmann     | Deutschland        | G   | Adler Mannheim       |
| 2012/13 | Bernhard Ebner      | Deutschland        | D   | Düsseldorfer EG      |
| 2013/14 | Timo Pielmeier      | Deutschland        | G   | ERC Ingolstadt       |
| 2014/15 | Dylan Wruck         | Kanada-Deutschland | RW  | Iserlohn Roosters    |
| 2015/16 | Fabio Pfohl         | Deutschland        | C   | Grizzlys Wolfsburg   |
| 2016/17 | Maximilian Kammerer | Deutschland        | LW  | Düsseldorfer EG      |
| 2017/18 | Phil Hungerecker    | Deutschland        | LW  | Adler Mannheim       |
| 2018/19 | Moritz Seider       | Deutschland        | D   | Adler Mannheim       |
| 2019/20 | Tim Stützle         | Deutschland        | LW  | Adler Mannheim       |
| 2020/21 | Florian Elias       | Deutschland        | C   | Adler Mannheim       |
| 2021/22 | Philipp Dietl       | Deutschland        | G   | Straubing Tigers     |
| 2022/23 | Bennet Roßmy        | Deutschland        | LW  | Eisbären Berlin      |
| 2023/24 | Veit Oswald         | Deutschland        | LW  | EHC Red Bull München |

## Statistiken
| Rang             | Position                    | Anzahl |
| ---------------- | --------------------------- | ------ |
| 1.               | Stürmer (F)                 | 15     |
|                  | davon Flügelspieler (LW/RW) | 12     |
| davon Center (C) | 3                           |        |
| 2.               | Verteidiger (D)             | 4      |
| 2.               | Torhüter (G)                | 4      |

| Rang | Verein                 | Anzahl |
| ---- | ---------------------- | ------ |
| 1.   | Adler Mannheim         | 5      |
| 2.   | Düsseldorfer EG        | 3      |
| 2.   | ERC Ingolstadt         | 3      |
| 4.   | Augsburger Panther     | 2      |
| 4.   | Eisbären Berlin        | 2      |
| 4.   | Iserlohn Roosters      | 2      |
| 4.   | EHC (Red Bull) München | 2      |
| 8.   | Grizzlys Wolfsburg     | 1      |
| 8.   | Frankfurt Lions        | 1      |
| 8.   | München Barons         | 1      |
| 8.   | Nürnberg Ice Tigers    | 1      |
| 8.   | Straubing Tigers       | 1      |